# محمدرضا نصیری
محمدرضا نصیری (زادهٔ ۱۳۲۴، دامغان) پژوهشگر، عضو هیئت علمی و دانشیار دانشگاه پیام نور و دبیر فرهنگستان زبان و ادب فارسی است.
او مدرک دکتریِ خود را از دانشگاه استانبول ترکیه گرفته‌است.

## آثار
- قالیها و قالیچه‌های شهری و روستایی ایران، اریک آشنبرنر، محمدرضا نصیری (مترجم)، مهشید تولایی (مترجم)، جواد یساولی (تهیه و تنظیم)، ناشر: فرهنگسرای یساولی
- علائم تجاری و نشانه‌ها، یاسابورو کووایاما، محمدرضا نصیری (مترجم)، ناشر: فرهنگسرای یساولی
- تاریخ ایران: ایلامیها و آریاییها تا پایان دوره هخامنشی (رشته تاریخ)، پرویز رجبی، محمدرضا نصیری (ویراستار)، ناشر: دانشگاه پیام نور
- متون تاریخی فارسی ۱ (رشته تاریخ)، محمدرضا نصیری، شهناز سلطان زاده (ویراستار)، ناشر: دانشگاه پیام نور
- تاریخ بیزانس (رشته تاریخ)، محمدامیر شیخ نوری، محمدرضا نصیری (ویراستار)، ناشر: دانشگاه پیام نور
- تاریخ اندیشه‌های سیاسی در ایران و اسلام (رشته تاریخ)، علی اصغر حلبی، محمدرضا نصیری (ویراستار)، ناشر: دانشگاه پیام نور
- تاریخ تحولات سیاسی، اجتماعی، اقتصادی و فرهنگی ایران در دوره افشاریان و زندیان (رشته تاریخ)، پدیدآورنده: مهری ادریسی آریمی، محمدرضا نصیری (ویراستار)، ناشر: دانشگاه پیام نور
- متون تاریخی فارسی ۲ (رشته تاریخ)، محمدرضا نصیری، ناشر: دانشگاه پیام نور
- تاریخ تحولات سیاسی، اجتماعی، اقتصادی و فرهنگی ایران در دوره سلجوقیان (رشته تاریخ)، شهرام یوسفی فر، محمدرضا نصیری (ویراستار)، ناشر: دانشگاه پیام نور
- تاریخ مطبوعات و احزاب سیاسی در عصر قاجار (رشته تاریخ)، نادره جلالی، محمدرضا نصیری (ویراستار)، ناشر: دانشگاه پیام نور
- تاریخ ایران در زمان ساسانیان (رشته تاریخ)، پرویز رجبی، محمدرضا نصیری (ویراستار)، ناشر: دانشگاه پیام نور
- تاریخ فرشته: از آغاز تا بابر، محمدقاسم هندوشاه استرآبادی، محمدرضا نصیری (مصحح)، حکیمه دسترنجی (ویراستار)، ناشر: انجمن آثار و مفاخر فرهنگی
- اثرآفرینان: زندگینامه نام آوران فرهنگی ایران (از آغاز تا سال ۱۳۰۰ هجری شمسی): دابوقی بارفروشی - شیو نی قاینی، حبیب‌الله عباسی (تدوین)، محمدرضا نصیری (زیرنظر)، مینا احمدیان (ویراستار)، حسین محدث زاده (تدوین)، ناشر: انجمن آثار و مفاخر فرهنگی
- اثرآفرینان: زندگینامه نام آوران فرهنگی ایران (از آغاز تا سال ۱۳۰۰ هجری شمسی): صائب تبریزی - قیصری همدانی، محمدرضا نصیری (زیرنظر)، مینا احمدیان (ویراستار)، ناشر: انجمن آثار و مفاخر فرهنگی
- اثرآفرینان: زندگینامه نام آوران فرهنگی ایران (از آغاز تا سال ۱۳۰۰ هجری شمسی): کابلی - میهنی، محمدرضا نصیری (زیرنظر)، مینا احمدیان (ویراستار)، ناشر: انجمن آثار و مفاخر فرهنگی
- ایران در زمان شاه صفی و شاه عباس دوم، ۱۰۳۸–۱۰۷۱ ه‍. ق، حدیقه ششم و هفتم از روضه هشتم، خلد برین، محمدیوسف واله اصفهانی، محمدرضا نصیری (مترجم)، طاهره عدل (مترجم)، ناشر: انجمن آثار و مفاخر فرهنگی
- فتوحات شاهی (تاریخ صفوی از آغاز تا سال ۹۲۰ ه‍.ق)، ابراهیم بن میرک جلال الدین امینی، محمدرضا نصیری (مصحح)، ناشر: انجمن آثار و مفاخر فرهنگی

## سمت‌ها
- اولین دبیر فرهنگستان زبان و ادب فارسی
- رئیس دانشکده ادبیات دانشگاه گیلان، ۱۳۶۰ تا ۱۳۶۸
- معاون اداری مالی دانشگاه پیام نور از سال ۱۳۷۶ تا ۱۳۷۷
- مدیر گروه تاریخ دانشگاه پیام نور، از سال ۱۳۷۶ تا کنون
- قائم مقام انجمن آثار و مفاخر فرهنگی و مشاور علمی بنیاد ایران‌شناسی از سال ۱۳۷۸ تا کنون
- مدیر مسئول نشریه انجمن آثار و مفاخر فرهنگی
- سردبیر نشریه پیک نو، دانشگاه گیلان

## جوایز و نشان‌ها
محمدرضا نصیری در سال ۱۳۸۳ به‌عنوان پژوهشگر برجستهٔ دانشگاه پیام نور (نفر اول) برگزیده شد. در مراسم بزرگداشت محمدرضا نصیری که در بیست و هشتم آبان ۱۳۹۷، در دانشکده خاورشناسی دانشگاه پنجاب لاهور در پاکستان برگزار شد، نشان طلایی و لوح این دانشگاه به پاس تلاش در شناساندن آثار و تصحیح متون تاریخی حوزه شبه‌قاره و تحکیم روابط بین ایران و کشورهای این منطقه، به وی اهدا شد.